# Schijnpadden
Schijnpadden (Pseudophryne) zijn een geslacht van kikkers uit de familie Australische fluitkikkers (Myobatrachidae). De groep werd voor het eerst wetenschappelijk beschreven door Leopold Fitzinger in 1843.
Er zijn veertien soorten, inclusief de pas in 2012 beschreven soort Pseudophryne robinsoni. Alle soorten komen endemisch voor in zuidelijk en oostelijk Australië.

## Taxonomie
Geslacht Pseudophryne
- Soort Pseudophryne australis
- Soort Pseudophryne bibronii
- Soort Pseudophryne coriacea
- Soort Pseudophryne corroboree – Corroboreeschijnpad
- Soort Pseudophryne covacevichae
- Soort Pseudophryne dendyi
- Soort Pseudophryne douglasi
- Soort Pseudophryne guentheri
- Soort Pseudophryne major
- Soort Pseudophryne occidentalis
- Soort Pseudophryne pengilleyi
- Soort Pseudophryne raveni
- Soort Pseudophryne robinsoni
- Soort Pseudophryne semimarmorata

Arenophryne · 
Assa · 
Crinia · 
Geocrinia · 
Metacrinia · 
Mixophyes · 
Myobatrachus · 
Paracrinia · 
Pseudophryne · 
Rheobatrachus · 
Spicospina · 
Taudactylus · 
Uperoleia